# جام کنفدراسیون والیبال مردان آسیا
جام کنفدراسیون والیبال مردان آسیا، رقابت‌های والیبال تیم‌های ملی آسیا و قاره اقیانوسیه است که در حال حاضر هر دو سال یک بار توسط کنفدراسیون والیبال آسیا برگزار می‌شود. اولین دوره این مسابقات در رده مردان و زنان در سال ۲۰۰۸ برگزار شد. این مسابقات کاپ آسیا، ای‌وی‌سی کاپ و والیبال قهرمانی کاپ آسیا هم نامیده می‌شود.

## مسابقات مردان

### خلاصه
| سال         | میزبان          | دیدار پایانی                 | دیدار پایانی                 | دیدار پایانی                 | بازی رده‌بندی                 | بازی رده‌بندی                 | بازی رده‌بندی                 |
| سال         | میزبان          | قهرمان                       | نتیجه                        | نایب قهرمان                  | سوم                          | نتیجه                        | چهارم                        |
| ----------- | --------------- | ---------------------------- | ---------------------------- | ---------------------------- | ---------------------------- | ---------------------------- | ---------------------------- |
| ۲۰۰۸ جزئیات | ناکون راتچاسیما | · ایران                      | ۳–۲                          | · کرهٔ جنوبی                  | · چین                        | ۳–۰                          | · ژاپن                       |
| ۲۰۱۰ جزئیات | ارومیه          | · ایران                      | ۳–۰                          | · چین                        | · هند                        | ۳–۱                          | · تایوان                     |
| ۲۰۱۲ جزئیات | وین ین          | · چین                        | ۳–۱                          | · ایران                      | · ژاپن                       | ۳–۱                          | · هند                        |
| ۲۰۱۴ جزئیات | آلماتی          | · کرهٔ جنوبی                  | ۳–۰                          | · هند                        | · قزاقستان                   | ۳–۱                          | · ایران                      |
| ۲۰۱۶ جزئیات | ناخون پاتام     | · ایران                      | ۱-۳                          | · چین                        | · ژاپن                       | ۰-۳                          | · تایوان                     |
| ۲۰۱۸ جزئیات | تایپه           | · قطر                        | ۲-۳                          | · ایران                      | · ژاپن                       | ۲-۳                          | · تایوان                     |
| ۲۰۲۰        | نایپیداو        | به دلیل همه گیر کرونا لغو شد | به دلیل همه گیر کرونا لغو شد | به دلیل همه گیر کرونا لغو شد | به دلیل همه گیر کرونا لغو شد | به دلیل همه گیر کرونا لغو شد | به دلیل همه گیر کرونا لغو شد |
| ۲۰۲۲ جزئیات | ناخون پاتام     | · چین                        | ۰-۳                          | · ژاپن                       | · بحرین                      | ۰-۳                          | · کرهٔ جنوبی                  |

### جدول مدال‌ها
| رتبه  | کشور      | طلا | نقره | برنز | مجموع |
| ۱     | ایران     | ۳   | ۲    | ۰    | ۵     |
| ۲     | چین       | ۲   | ۲    | ۱    | ۴     |
| ۳     | کرهٔ جنوبی | ۱   | ۱    | ۰    | ۲     |
| ۴     | هند       | ۰   | ۱    | ۱    | ۲     |
| ۵     | ژاپن      | ۰   | ۱    | ۳    | ۴     |
| ۶     | قزاقستان  | ۰   | ۰    | ۱    | ۱     |
| ۷     | 🇧🇭بحرین   | ۰   | ۰    | ۱    | ۱     |
| مجموع | مجموع     | ۵   | ۵    | ۵    | ۱۵    |

### کشورهای شرکت کننده
| کشور      | ۲۰۰۸  | ۲۰۱۰  | ۲۰۱۲  | ۲۰۱۴  | ۲۰۱۶  | تعداد دفعات حضور در رقابتها |
| استرالیا  | پنجم  | پنجم  | هفتم  | هفتم  | ششم   | ۵                           |
| چین       | سوم   | دوم   | اول   | پنجم  | دوم   | ۵                           |
| تایوان    | هفتم  | چهارم |       |       | چهارم | ۳                           |
| هند       |       | سوم   | چهارم | دوم   |       | ۳                           |
| اندونزی   | هشتم  |       |       |       |       | ۱                           |
| ایران     | اول   | اول   | دوم   | چهارم | اول   | ۵                           |
| ژاپن      | چهارم | هشتم  | سوم   | ششم   | سوم   | ۵                           |
| قزاقستان  |       | هفتم  |       | سوم   | پنجم  | ۳                           |
| برمه      |       |       | هشتم  |       |       | ۲                           |
| کرهٔ جنوبی | دوم   | ششم   | پنجم  | اول   | هشتم  | ۵                           |
| تایلند    | ششم   |       |       | هشتم  | هفتم  | ۳                           |
| ویتنام    |       |       | ششم   |       |       | ۱                           |

### با ارزشترین بازیکن
| سال  | برنده جایزه با ارزشترین بازیکن |
| ---- | ------------------------------ |
| ۲۰۰۸ | حمزه زرینی                     |
| ۲۰۱۰ | فرهاد نظری افشار               |
| ۲۰۱۲ | ژانگ گوجان                     |
| ۲۰۱۴ | سئو جی داک                     |
| ۲۰۱۶ | سامان فائزی                    |

## رده بندی نهایی هفتمین دوره جام کنفدراسیون مردان آسیا سال ۲۰۲۲
۱ چین
۲ ژاپن
۳ بحرین
۴ کره جنوبی
۵ ایران
۶ پاکستان
۷ تایلند
۸ استرالیا
۹ چین تایپه
۱۰ هند
۱۱ هنگ کنگ